# Таня Кинкел
Таня Кинкел (на немски: Tanja Kinkel) е германска общественичка, преводачка и писателка на произведения в жанра исторически роман и фентъзи.

## Биография и творчество
Таня Кинкел е родена на 27 септември 1969 г. в Бамберг, Бавария, Западна Германия. Започва да пише разкази и стихове на осемгодишна възраст. През 1978 г. печели награда за младежка литература, а през 1979 г. пише първия си ръкопис на роман. През 1987 г. получава първа награда на франконския младежки литературен конкурс за най-добър индивидуален текст. От 1988 г. следва немска филология, театър и комуникационни науки в университета „Лудвиг и Максимилиан“ в Мюнхен. Заедно със следването си работи като журналист на стаж в „Süddeutscher Verlag“.
Първият ѝ роман „Wahnsinn, der das Herz zerfrißt“ (Лудост, която разяжда сърцето) е издаден през 1990 г. и е за живота на английски поет лорд Байрон, който се чувства разбран само от полусестра си Аугуста Лий. През 1991 г. е издаден романът ѝ „Алиенор : аквитанската лъвица“, който представя впечатляващата биография на Елеонор Аквитанска. За двете книги получава през 1991 г. стипендия в Университета за кино и телевизия в Мюнхен за обучение по сценаристика, а през 1992 г. Бавария ѝ присъжда награда за млади писатели. През същата година тя основава сдружението „Хляб и книги“, което насърчава образованието на деца в Африка, Германия и Индия.
Романът ѝ „Die Puppenspieler“ (Кукловодите) от 1993 г., история за трагичното преследване на вещици през 15-ти век. Той е много успешен и е екранизиран през 2017 г. в серия от едноименния сериал. През 1995 г. получава стипендия от германското министерство на вътрешните работи в „Casa Baldi“ в Олевано Романо близо до Рим, а през 1996 г. получава стипендия във Вила „Аврора“ в Лос Анджелис. През 1997 г. получава докторска степен с дисертация върху творчеството на Лион Фойхтвангер. През 1997 г. Баварското министерство на образованието, културата, науката и изкуството я назначава в Съвета на настоятелите на Международния дом на художниците „Villa Concordia“ в Бамберг. През 2001 г. е от основателите на Международното общество на Фойхтвангер в Лос Анджелис. 2000 г. получава Наградата за култура на Горна Франкония. В периода 2001 – 2002 г. е в консултативния съвет на „Bertelsmann Book Club“, след което става културен посланик на град Бамберг.
През 2006 г. е избрана за инициативата „Германия – земя на идеите – 100 умове на утрешния ден“. Тя е член на ПЕН клуб Германия и на Федералната асоциация на младите автори. През 2007 г. става патрон на Федералната асоциация на детските хосписи.
През 2015 г. получава първа награда „HOMER“ за историческия си роман „Мандухай : великата царица на монголците“. През 2017 г. тя е служител на кула в малкото градче Абенберг в Средна Франкония, първата жена, която заема тази длъжност. В резултат на работата ѝ там е издаден сборникът ѝ с разкази „Гласове от Абенберг“.
През 2015 г. е гост-преподавател в Университета в Цюрих, а през 2018 г. е гост-преподавател в Университета за кино и телевизия в Мюнхен. От декември 2019 г. президент на Международното дружество „Фойхтвангер“. През 2021 г. е удостоена с Баварския орден за заслуги.
Таня Кинкел живее със семейството си в Мюнхен.

## Произведения

### Самостоятелни романи
- Wahnsinn, der das Herz zerfrißt (1990)[1]
- Die Löwin von Aquitanien (1991)
Алиенор : аквитанската лъвица, изд.: „Емас“, София (2015), прев. Борис Парашкевов
- Die Puppenspieler (1993)
- Mondlaub (1995)
- Die Schatten von LaRochelle (1996)
Сенките на Ла Рошел, изд. „Литера Прима“ София (2005), прев. Тончо Стаменов
- Die Prinzen und der Drache (1997)
- Unter dem Zwillingsstern (1998)
- Die Söhne der Wölfin (2000)
- Der König der Narren (2003)
- Götterdämmerung (2004)
- Venuswurf (2006)
- Säulen der Ewigkeit (2008)
Колоните на вечността, изд.: „Сиела“, София (2011), прев. Величка Стефанова
- Im Schatten der Königin (2010)
- Das Spiel der Nachtigall (2011)
- Verführung (2013)
- Manduchai, die letzte Kriegerkönigin (2014)
Мандухай : великата царица на монголците, изд.: „Емас“, София (2017), прев. Величка Стефанова
- Schlaf der Vernunft (2015)
- Grimms Morde (2017)
- Die Friedensforscherin (2021)

### Сборници
- Stimmen aus Abenberg (2017)[1]

### Разкази
- Feueratem (2002)
- Lehrmeister (2016)

### Преводи
- „Гладът на конете“ на П. Ф. Чизхолм (Патриша Фини)

### Екранизации
- 2017 Die Puppenspieler – тв минисериал, 1 епизод по романа